# Газибек
Газибек (ум. 1502) — 5-й ширваншах (правитель государства Ширваншахов) из династии Дербенди. Пришёл к власти после смерти своего брата Бахрамбека. Правил 6 месяцев.

## Правление
По приказу Исмаила Сефеви в Ширван для взятия Баку были посланы командующие Мухаммед-бек Устаджлу и Ильяс-бек Айгут оглу Хунуслу. Кызылбашские войска окружили бакинскую крепость, которую обороняла жена Газибека, имя которой неизвестно. Она приказала казнить сефевидского посла, прибывшего с предложением о капитуляции и бакинского даругу Абд ал-Фаттах-бека, угрозами требовавшего сдать город кызылбашам. Упорное сопротивление вынудило Исмаила послать подкрепление под командованием Хулафа-бека, а затем прибыл сам. После ожесточенного штурма сефевидские войска взяли крепость и вырезали много жителей. Видя, что дальнейшее сопротивление бесполезно, 70 знатных бакинцев с Кораном на руках, мечом на шее и саваном на спине явились к Исмаилу и объявили о своей покорности.
По сведениям Хасан-бека Румлу, кызылбаши нашли остатки ширваншаха Халилуллаха и сожгли его труп. Исмаил приказал найти могилы тех, кто участвовал в убийстве его деда Шейха Джунейда, бросить их кости в огонь и сжечь.
После взятия в Баку Исмаил отправился захватывать крепость Гюлистан, так как слышал, что там находятся остатки ширванских войск, однако вскоре сефевидские войска покинули Ширван и направились против Альвенда Ак-Коюнлу. После победы над Ак-Коюнлу, Исмаил в 1501 г. провозгласил себя шахом.
После ухода кызылбашей здесь были оставлены сефевидские представители. Наместником Ширвана был объявлен воспитатель Исмаила Хусейн-бек Леле Шамлу, который оставил вместо себя своего служителя Шахгельди-агу.
Государство Ширваншахов продолжило существовать, хотя испытало сильнейшее потрясение. Газибек правил всего около 6 месяцев, затем предательски был убит своим сыном Султан Махмудом.

## Примечание
1. 1 2 3 4 5 6  Злобин Геннадий Вячеславович. Монеты Ширваншахов династии Дербенди (третья династия), 784-956 г.х./1382-1548 гг.. — С. 9, 28.